# مسابقه آواز یوروویژن ۲۰۰۴
مسابقه آواز یوروویژن ۲۰۰۴, ۴۹مین مسابقه آواز یوروویژن بود که در استانبول, ترکیه برگزار شد. اوکراین با ترانه رقص وحشیانه از روسلانا برنده شد. علت میزبانی ترکیه این بود که سال قبل سرتاب ارنر با ترانه هرگونه که بتوانم برنده شده‌بود.